# Аустрия (футбольный клуб, Клагенфурт)
«Аустрия Клагенфурт» (нем. Austria Klagenfurt, основан в 2007 году) — австрийский профессиональный футбольный клуб из Клагенфурт. С сезона 2025/26 клуб будет выступать во Второй лиге Австрии. Домашние матчи проводит на стадионе «Вёртерзее».

## История
«Аустрия Клагенфурт» основана в 2007 году, после банкротства клуба «Кернтен» (до июня 1999 года также носившего название «Аустрия Клагенфурт»). Начала играть только в 2010 году, после слияния с командой «Санкт-Штефан».
29 июня 2010 года состоялось первое заседание правления клуба «Аустрия Клагенфурт». На общем собрании, которое проходило в гостинице «Rösch», был избран первый президент клуба — Йозеф Лойбнеггер. В сезон 2010/11 клуб начал выступать в Региональной лиге — Центр, где команда заняла 7-е место, и, таким образом, «Аустрия» не смогла достичь поставленной цели — попадания в Первую лигу. Для участие в Региональной лиге 2010/11 клубу было выделено около 550 000 евро от города.
В апреле 2011 года произошла смена в руководстве. Из-за разногласий с администрацией города, Йозеф Лойбнеггер ушел с поста президента, а Ханс Слокер, который до этого занимал должность вице-президента, был избран членами клуба на пост президента.
27 октября 2011 года Петер Светиц был избран президентом клуба, до этого он занимал должность спортивного директора клуба «Винер-Нойштадт». Светиц пообещал вернуть клуб в Бундеслигу.
В сезонах 2011/12, 2012/13 и 2013/14 клуб занимал стабильно место в середине таблицы в Региональной лиге — Центр. В 2014 году «Аустрия» выиграла Кубок Каринтии (нем. Kärntner Fußballcup), который был возрожден в сезоне 2006/07.
В сезоне 2014/15 на пост тренера был назначен Манфред Бендер, бывший футболист мюнхенской «Баварии». Под его руководством Клагенфурт сумел завоевать чемпионский титул в Региональной лиге — Центр, опередив на шесть очков команду «Форвертс Штайр». В результате, команда получила возможность сыграть переходный матч за право участия в Первой лиге против команды «Парндорф». Во время первого выездного матча команда потерпела поражение, однако в ответной игре на своем поле, «Аустрии» удалось перевести игру в дополнительное время. Благодаря двум голам, забитым на 105-й и 120-й минутах, они смогли одержать победу и, таким образом, обеспечила себе повышение.
16 марта 2016 года клуб принял решение разорвать контракт с Бендером после поражения со счетом 0:2 на своем поле от «Винер-Нойштадт». Ранее тренер объявил о своем намерении покинуть клуб по окончании сезона. На его место был назначен Герхард Феллнер, который работал в клубе в качестве помощника тренера. По окончании сезона, из-за финансовых проблем, клуб не получил лицензию и был вынужден вернуться в Региональную лигу, несмотря на занятое им восьмое место.
В 2017 году второй раз в своей новой истории выигрывает Кубок Каринтии (нем. Kärntner Fußballcup).
В феврале 2019 года произошли существенные изменения в клубе. Многолетний президент Петер Светиц ушел в отставку и покинул клуб. Затем, стало известно, что Томислав Карайица, владелец гамбургской компании «Хоум Юнайтед», приобрел клуб, вместе со всеми его долгами. Ивица Перич был назначен новым президентом «Аустрии Клагенфурт». Несмотря на эти перемены, клуб благодаря своей игре весной завершила сезон на восьмом месте.
В сезоне 2019/20 после 15 туров команда занимала первое место во Второй лиге. Они опережали команду «Рид» только по дополнительным показателям. Однако, в конечном итоге, поражение в 29 туре от команды «Амштеттен» со счетом 2:1 лишило их возможности завоевать чемпионский титул и путевку в Бундеслигу.
В сезоне 2020/21 «Аустрия» заняла третье место в чемпионате. Однако, благодаря определенным обстоятельствам, им предоставилась возможность участвовать в стыковом матче за место в Бундеслиге. Это стало возможным из-за того, что чемпион «Блау-Вайсс» (Линц) не подал заявку на лицензирование в Бундеслигу, а «Лиферинг» являлся фарм-клубом. Таким образом, «Аустрия Клагенфурт» сыграла два матча против команды «Санкт-Пёльтен» за возможность пробиться в Бундеслигу. В первой игре «Аустрия» одержала уверенную победу со счетом 4:0, а в ответном матче победила со счетом 1:0. Таким образом, Клагенфурт вернулся в элитный дивизион спустя 17 лет после вылета «Кернтена» в сезоне 2003/04. В сезоне 2021/22 в Бундеслиги были два клуба из Каринтии — «Аустрия Клагенфурт» и «Вольфсберг», такого не было с 1984 года (когда в высшей лиге играли «Аустрия Клагенфурт» и «Шпитталь-Драу»).

## Достижения
Региональная лига — Центр
- Победитель (1): 2014/15

Кубок Каринтии
- Победитель (2): 2014, 2017

## История выступлений
Согласно:
| Сезон   | Дивизион          | Место | И   | В  | Н  | П  | Голы   | О   | Кубок       | Примечания                                 |
| ------- | ----------------- | ----- | --- | -- | -- | -- | ------ | --- | ----------- | ------------------------------------------ |
| 2010/11 | Региональная лига | 007   | 030 | 11 | 10 | 09 | 042:37 | 043 | 1-й раунд   |                                            |
| 2011/12 | Региональная лига | 006   | 030 | 13 | 06 | 11 | 044:36 | 045 | 1-й раунд   |                                            |
| 2012/13 | Региональная лига | 008   | 030 | 09 | 08 | 11 | 040:48 | 035 | 1/16 финала |                                            |
| 2013/14 | Региональная лига | 005   | 030 | 13 | 05 | 12 | 056:68 | 044 | 2-й раунд   | Чемпион Кубка Каринтии                     |
| 2014/15 | Региональная лига | 001   | 030 | 20 | 05 | 05 | 068:26 | 065 | 1-й раунд   | Чемпионский титул, повышение в Первую лигу |
| 2015/16 | Первая лига       | 008   | 036 | 08 | 10 | 18 | 043:62 | 034 | 2-й раунд   | Вылет в Региональную лигу                  |
| 2016/17 | Региональная лига | 012   | 030 | 10 | 05 | 15 | 043:61 | 035 | 1-й раунд   | Чемпион Кубка Каринтии                     |
| 2017/18 | Региональная лига | 005   | 030 | 14 | 06 | 10 | 057:48 | 048 | 1/4 финала  | Повышение в Вторую лигу                    |
| 2018/19 | Вторая лига       | 008   | 030 | 09 | 14 | 07 | 043:35 | 041 | 2-й раунд   |                                            |
| 2019/20 | Вторая лига       | 002   | 030 | 19 | 07 | 04 | 065:36 | 064 | 2-й раунд   |                                            |
| 2020/21 | Вторая лига       | 003   | 030 | 17 | 08 | 05 | 064:32 | 059 | 1/4 финала  | Повышение в Бундеслигу                     |
| 2021/22 | Бундеслига        | 006   | 032 | 08 | 12 | 12 | 043:57 | 021 | 1/4 финала  |                                            |
| 2022/23 | Бундеслига        | 006   | 032 | 11 | 05 | 16 | 045:63 | 023 | 1/4 финала  |                                            |

## Главные тренеры клуба
- Вальтер Шоппич[англ.] (2010—2011)
- Рудольф Перц[англ.] (2011)
- Дитмар Туллер (2011—2012)
- Гюнтер Горенцель[нем.] (2012)
- Бруно Фризенбихлер[англ.] (2012—2013)
- Хаймо Фордереггер[англ.] (2013)
- Йоже Прелогар[англ.] (2013—2014)
- Александр Зуппанчич[англ.] (2014)
- Манфред Бендер[англ.] (2014—2016)
- Герхард Феллнер[англ.] (2016—2017)
- Франц Поланц[нем.] (2017—2018)
- Роберт Михой[англ.] (2018—2020)
- Петер Пакульт (2020—н. в.)